# Acanthesthes amycteroides
Acanthesthes amycteroides är en skalbaggsart som först beskrevs av White 1858.  Acanthesthes amycteroides ingår i släktet Acanthesthes och familjen långhorningar. Inga underarter finns listade i Catalogue of Life.